# Ezekiel Bala
Ezekiel Bala (Jos, 8 de abril de 1987) é um futebolista nigeriano que atua como atacante. Atualmente, joga pelo Bryne FK.